# 榊原康夫
榊原 康夫（さかきばら やすお、1931年9月21日 - 2013年1月6日 ）は、日本の牧師、神学者、説教者、著作家。
新改訳聖書のイザヤ書、エレミヤ書、哀歌を翻訳した。福音主義神学会の創立に関わった。

## 経歴
兵庫県芦屋市出身。灘高等学校卒業。大阪大学工学部機械科中退。1957年、神戸改革派神学校卒業。日本基督改革派教会の和歌山伝道所､甲子園教会牧師を歴任し、1967年（昭和42年）より東京恩寵教会牧師となる。1977年（昭和52年）- 1981年（昭和56年）日本基督改革派教会大会議長。
2001年（平成13年）に定年によって正牧師を引退し、東京恩寵教会名誉牧師となる。

## 著書
- 「ルカ文書の意義と神学」『新聖書注解』いのちのことば社,1973年
- 「聖書の正典と外典」『実用聖書注解』いのちのことば社、1995年
- 『旧約聖書の生い立ちと成立』いのちのことば社、1994年
- 『旧約聖書の写本と翻訳』いのちのことば社、1972年
- 『エペソ人への手紙・上・下』いのちのことば社、
- 『マタイの福音書講解・上・中・下』小峯書店、
- 『創造と堕落』小峯書店
- 『洪水とバベル』小峯書店
- 『聖書読解術』いのちのことば社